# Scelidomachus socotranus
Genre
Espèce
Scelidomachus socotranus, unique représentant du genre Scelidomachus, est une espèce d'araignées aranéomorphes de la famille des Palpimanidae.

## Distribution
Cette espèce est endémique de Socotra au Yémen.

## Description
Le mâle holotype mesure 6 mm.
Le mâle décrit par Zonstein, Marusik et Omelko en 2018 mesure 6,10 mm.

## Étymologie
Son nom d'espèce lui a été donné en référence au lieu de sa découverte, Socotra.

## Publication originale
- Pocock, 1899 : Descriptions of one new genus and four new species of spiders, collected in the island of Abd-el-Kuri and Sokotra. Bulletin of the Liverpool Museum, vol. 2, p. 40-42 (texte intégral).